# 자포니카쌀
자포니카 쌀(japonica-)은 쌀의 품종 중 하나의 명칭이다. 다른 주요 쌀 품종인 인디카 쌀에 비해 짧고 둥글다.

## 특징
자포니카 쌀은 다른 주요 쌀 품종인 인디카(indica-)에 비해 짧고 둥글다. 쌀은 기본적으로 90%이상 전분으로 구성되는데, 자포니카 종은 전분 중 아미로스라는 성분이 인디카에 비해 낮기 때문에 인디카에 비해 더 찰지며, 윤기가 더 난다. 무게는 품종에 따라 다소 차이는 존재하나, 인디카는 낱알 1천개의 무게가 25g 전후인 반면, 자포니카는 19-23g 가량이다.

## 역사
쌀은 동아시아의 쌀이 자포니카 종과 인디카 종으로 분화되었다는 것이 정설이다.
이것은 약 8,000~9,000년 전에 중국의 양쯔강 계곡에서 쌀이 작물화되었다는 고고학적 증거와 약 4,000년 전에 인도의 갠지스 지역에서 쌀이 작물화되었다는 고고학적 증거와 일치한다.
한국의 충청북도 청주시 흥덕구 옥산면 소로리에서 탄화된 1만 5천년 전 볍씨가 발견되었으나 학계에서는 여전히 논란이 되고 있다.

## 생산
자포니카 쌀은 중화인민공화국이 세계 생산량과 수출량의 절반 이상을 차지하고 있으며, 미국의 경우에는 캘리포니아 지방에서만 자포니카 쌀이 생산된다. 주요 수입국은 한국, 일본, 중화민국 등이며, 주요 수출국은 중화인민공화국, 미국, 오스트레일리아 등이다.
2002년 주요국 자포니카 쌀 생산, 무역 현황(단위 : 백만 톤)
| 국가           | 생산량    | 수출량    | 수입량 |
| -------------- | --------- | --------- | ------ |
| 중화인민공화국 | 32.82     | 1.80      | 0.00   |
| 일본           | 7.77      | 0.00      | 0.50   |
| 대한민국       | 4.66      | 0.00      | 0.16   |
| 미국           | 1.33      | 0.44      | 0.00   |
| 기타 수출국    | 4.29      | 0.72      | 0.00   |
| 기타 수입국    | 자료 없음 | 자료 없음 | 2.30   |

대한민국, 일본, 중화민국 등은 MMA(최소시장접근)조치에 의해 자포니카 쌀 생산국으로부터 의무적으로 일정량 이상을 매년 수입하여야 한다. 주요 수출국의 경우 중국, 오스트레일리아 등은 자포니카 쌀 농업에 대한 국가 보조금이 거의 없지만, 미국의 경우에는 쌀 농업수입의 50%에 달하는 보조금이 주어진다. 쌀 수출국과 수입국은 쌀 무역 진흥을 위한 협의를 진행 중이다. 한국은 MMA 방식으로 최소수입을 하는 대가로, 2004년 WTO 협의에서 자포니카 쌀을 비롯한 쌀 시장 개방을 2014년까지 10년을 추가로 유예받았다. 한국 정부의 경우, 국내의 낮은 쌀 농업 경쟁력을 강화시키기 위해 정부 차원에서 인프라와 농업 보조금 등을 지원하였으나 별다른 성과를 얻지 못하고 있다. 삼성경제연구소에 따르면 총 농업 분야 진흥에 대한 정부 지출 총액은 15년간 130조원에 이른다고 한다.

## 같이 보기
- 쌀
- 인디카쌀
- 우루과이 라운드